# Little Big Adventure
Vous lisez un « article de qualité » labellisé en 2021.
Little Big Adventure (Relentless: Twinsen's Adventure pour les éditions Activision), communément abrégé LBA1, est un jeu vidéo développé par le studio français Adeline Software International, sorti en 1994 sur MS-DOS, puis en 1997 sur PlayStation. À partir de 2011, le jeu a été rendu compatible avec les versions modernes de Windows et Mac OS par GOG.com. Le jeu connaît en 2014 un portage accompagné de nouvelles fonctionnalités : cette adaptation est réalisée par DotEmu pour appareils mobiles (Android et iOS) puis pour Windows. En 2022, le jeu est renommé Twinsen's Little Big Adventure Classic par le studio [2.21] ayant acquis la propriété intellectuelle du jeu.
Le jeu se déroule sur une planète imaginaire nommée Twinsun. Le joueur dirige le héros de l'aventure, nommé Twinsen. La planète est gouvernée par un dictateur, le docteur FunFrock, contre qui Twinsen décide de se rebeller.
Little Big Adventure est généralement considéré comme un jeu d'action-aventure, mêlant à la fois un scénario dense, typique du jeu d'aventure, et la gestion d'une barre de vie, typique du jeu d'action. Le système de jeu intègre également des éléments issus du jeu de plates-formes et du jeu de tir à la troisième personne.
Le jeu a reçu des critiques très favorables à sa sortie et s'est rapidement imposé comme un jeu culte ayant marqué le courant de la French touch. Cet accueil favorable a donné lieu à la réalisation d'une suite, Little Big Adventure 2, sortie en 1997.
Un remake de la série, développé par le studio [2.21] et édité par Microids, intitulé Little Big Adventure - Twinsen's Quest, est sorti en 2024 sur Steam, GOG, Epic Games Store, PS4, PS5, Xbox One, Xbox Series et Nintendo Switch,,.

## Trame

### Univers

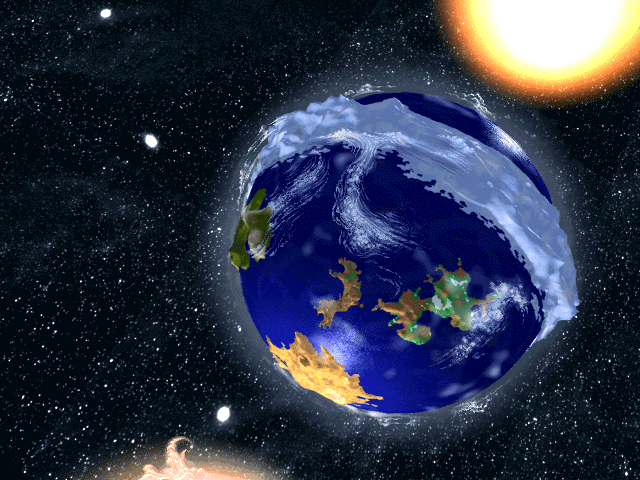
La planète Twinsun est située entre deux soleils. Une chaîne de glace s'est formée sur son équateur.

Le jeu se déroule sur Twinsun (littéralement soleil jumeau en anglais), un planétoïde en suspension entre deux soleils. La planète se caractérise par deux hémisphères habitables éclairés en continu et un équateur constitué d'une chaîne de montagnes enneigées : la chaîne de « l'Hamalayi » (en référence à l'Himalaya).

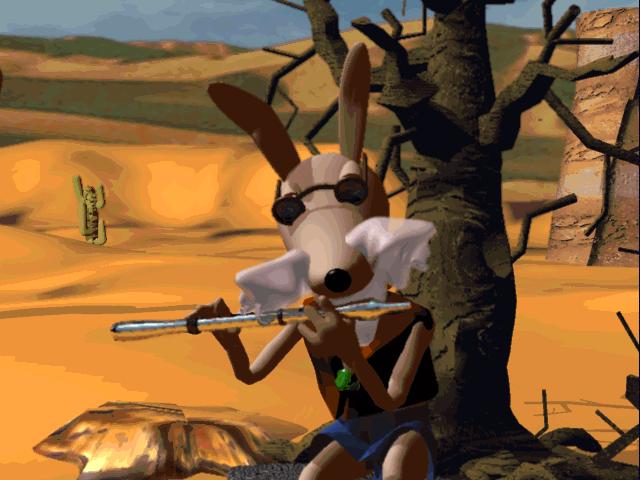
Les Lapichons sont l'une des quatre espèces de l'univers du jeu.

La planète est peuplée de quatre espèces principales. Les Quetchs (une référence au fruit quetsche) ont l'apparence la plus humanoïde de tous et possèdent une queue de cheval ayant conféré son nom à l'espèce. Les trois autres espèces sont les Bouboules (humanoïdes sphériques), les Grobos (éléphants anthropomorphes) et les Lapichons (lapins bipèdes et anthropomorphes),. Le planétoïde est uniquement constitué d'îles au lieu de continents. L'Île de la Citadelle est l'île la plus résidentielle de la planète. L'Île du Désert de la Feuille Blanche, du fait de son emplacement sur le pôle, est principalement constituée d'un désert sec et aride.
La planète est dirigée par le docteur FunFrock qui, par ses recherches sur la manipulation génétique, le clonage robotique et la téléportation, a imposé un régime autoritaire à la population. Son armée lui est dévouée et peut se téléporter pour arrêter d'éventuels opposants au régime grâce à un réseau de télépodes et au clonage des agents. Le docteur a fait évacuer l'ensemble de la population de l'hémisphère nord et en interdit l'accès au prétexte d'assurer la sécurité de la population. Néanmoins, une résistance à la dictature a commencé à se mettre en place. Par ailleurs, une ancienne légende circule sur une déesse nommée Sendell qui habiterait au cœur de la planète et pourrait veiller au bonheur des habitants de Twinsun. Le docteur FunFrock s'oppose à la croyance en cette légende qui prophétise sa chute.

### Résumé

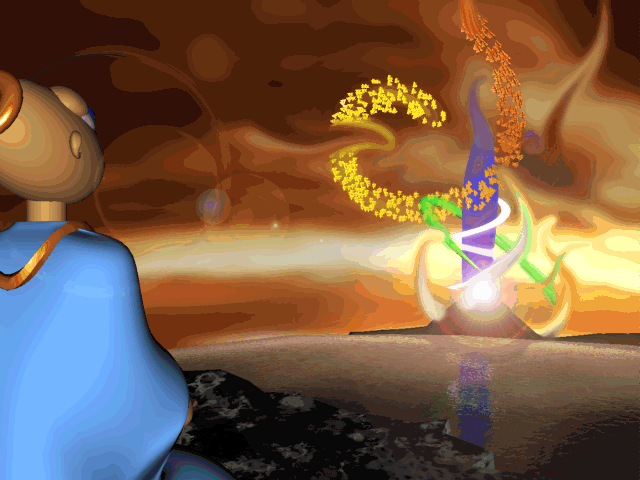
Le rêve récurrent de Twinsen : la planète s'irradie puis explose.

Le joueur incarne Twinsen, un Quetch vivant sur l'Île de la Citadelle. L'action du jeu débute dans un asile psychiatrique : Twinsen a été incarcéré à cause d'un rêve récurrent en lien avec la légende de Sendell. Dans son rêve, Twinsen voit la planète Twinsun s'irradier puis exploser. Le récit de ce rêve, considéré comme dérangeant par les autorités, lui a valu sa mise à l'écart de la population. Twinsen parvient à s'évader de l'asile et rejoint sa maison où l'attend Zoé, sa fiancée. Les autorités, alertées de son évasion, ne tardent pas à frapper à sa porte : Zoé est arrêtée pour complicité d'évasion tandis que Twinsen parvient à se cacher en échappant ainsi aux forces de l'ordre. La principale mission de Twinsen devient dès lors de retrouver et libérer Zoé.
Twinsen parcourt les différentes îles de la planète pour retrouver sa fiancée, s'opposant aux gardes et aux clones qui surveillent chaque île. Au cours de ses recherches, il découvre que son rêve récurrent correspond à une partie de la légende de Sendell et que ses lointains ancêtres, dont il est le seul descendant, avaient été chargés par Sendell de veiller sur les habitants de la planète lors d'une époque troublée. Twinsen comprend qu'en tant que dernier descendant de sa famille, c'est à lui que s'adresse désormais Sendell de manière télépathique à travers ses rêves, pour le charger de sauver la planète de la dictature. Son rêve dans lequel la planète est détruite est un rêve à caractère prémonitoire si rien n'est fait pour combattre les agissements du docteur FunFrock.

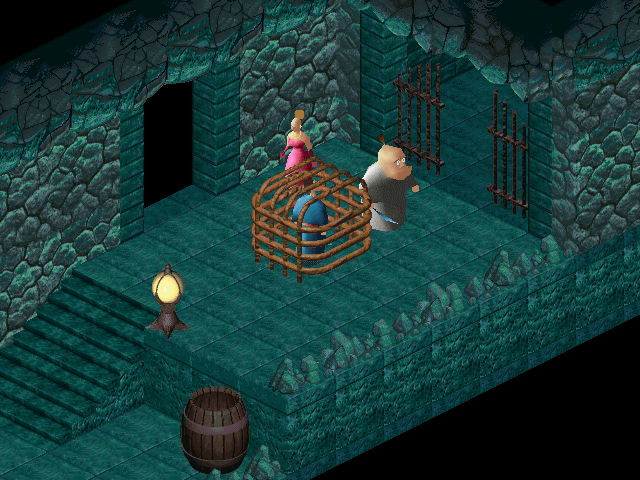
Twinsen piégé par le Docteur FunFrock grâce à un clone de Zoé.

Twinsen comprend que ses missions sont liées et que la seule manière de libérer Zoé est de combattre FunFrock et réaliser ainsi la légende en libérant sa planète de la dictature. Twinsen rejoint un groupe de rebelles dirigeant des opérations commando ciblées contre le régime. Avec leur aide, Twinsen parvient à saboter le centre de téléportation au cœur de la puissance du régime, puis rejoint l'hémisphère nord de la planète où le docteur FunFrock a lancé un gigantesque chantier de forage vers le cœur de la planète. Twinsen parvient à s'introduire dans la forteresse du docteur FunFrock et y aperçoit Zoé enfermée dans une cellule. Ce personnage se révèle cependant être un clone créé de manière à piéger Twinsen qui se retrouve enfermé. Le docteur FunFrock, ravi d'avoir arrêté son opposant le plus farouche, lui dit avoir le projet d'atteindre le cœur de la planète grâce au forage de manière à entrer directement en contact avec Sendell et s'emparer de son énergie divine.

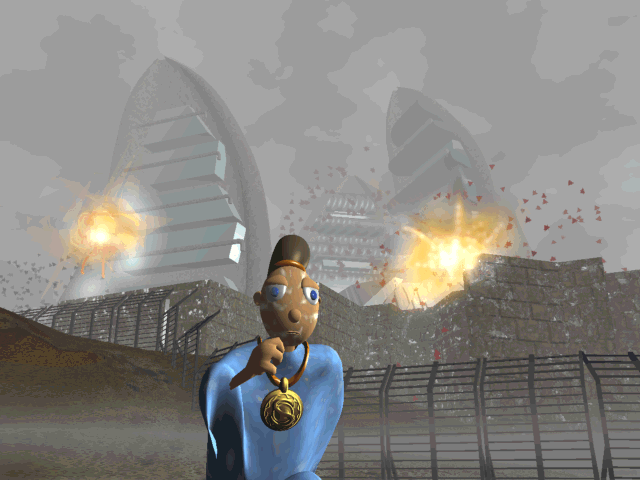
Twinsen s'enfuyant après avoir provoqué l'explosion de la forteresse du Dr. FunFrock.

Malgré les clones qui le surveillent, Twinsen parvient à s'échapper de la forteresse et à provoquer l'explosion de celle-ci, laissant le champ libre pour accéder à la zone de travaux et au puits de forage creusé sous la volonté du dictateur. Twinsen retrouve FunFrock à l'entrée du puits en compagnie de Zoé. Le dictateur propose à Twinsen de lui rendre sa fiancée et de les épargner si Twinsen accepte d'utiliser ses connaissances en magie pour ouvrir l'accès permettant d'entrer en communication avec Sendell. Twinsen choisit de se battre au sabre avec FunFrock et parvient à le pousser dans le puits. Pensant que son adversaire n'a pas survécu à sa chute, Twinsen ouvre alors l'accès pour entrer en contact avec Sendell de manière à réaliser la légende salvatrice, mais FunFrock, toujours vivant, parvient à suivre Twinsen. Une seconde confrontation oppose alors Twinsen et FunFrock ; le héros de l'aventure en sort vainqueur. Twinsen et Zoé se laissent alors flotter dans un espace en suspension devant lequel leur apparaît la déesse Sendell. Cette dernière communique à Twinsen sa gratitude pour avoir arrêté à temps FunFrock dans son projet qui, s'il avait réussi, aurait provoqué une libération d'énergie irradiant la planète et provoquant son explosion comme dans le rêve prémonitoire de Twinsen. Sendell utilise ses pouvoirs pour ramener Twinsen et Zoé à la surface et leur retour est fêté par tous les habitants désormais libérés de la dictature.

### Personnages

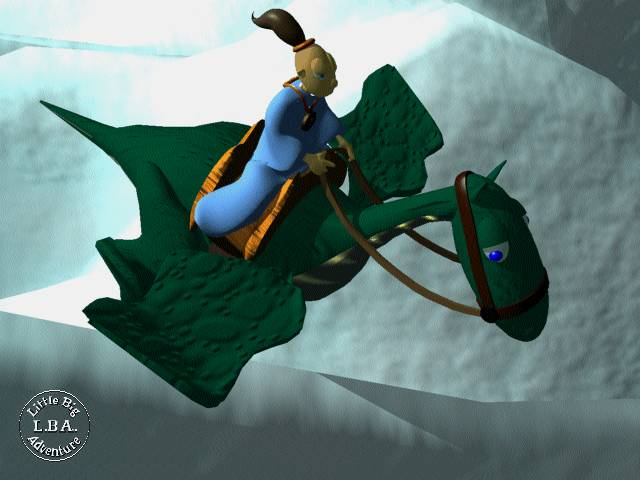
Twinsen, volant avec son Dino-Fly.

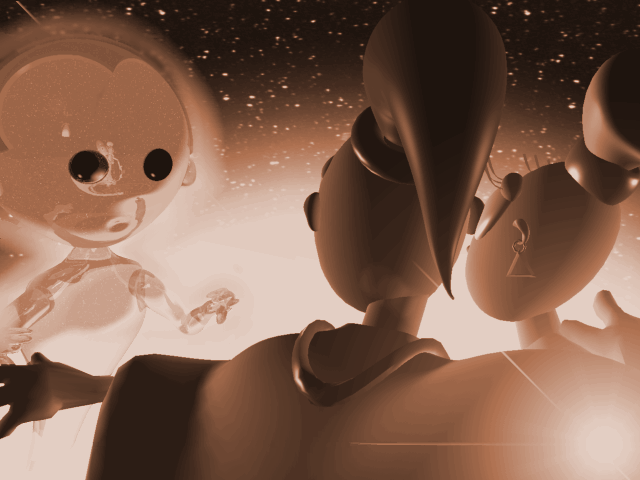
La déesse Sendell (de face), apparaissant à Twinsen et Zoé.

- Twinsen (voix française : Sylvain Caruso[9]) est le héros de l'aventure. Héritier de la légende de Sendell, maîtrisant la magie, il apparaît comme un héros malgré lui pour sauver la planète du danger qu'elle court[4]. La plupart des autres personnages ne connaissent pas son rôle central vis-à-vis de la légende de Sendell et le considèrent comme un simple habitant parmi d'autres.
- Zoé est la fiancée de Twinsen[6]. Peu présente à l'écran (elle n'apparaît qu'au début et à la fin du jeu), elle reste un personnage central qui motive la quête de Twinsen[10]. Par son rôle d'amoureuse retenue par un tyran, elle apparaît comme un archétype de la demoiselle en détresse que le héros doit délivrer.
- Le Docteur FunFrock est un mélange de dictateur et de savant fou[4]. Il est l'archétype par excellence de la figure de l'ennemi, cherchant à s'emparer d'un pouvoir extraordinaire pour dominer le monde. Lors de ses deux combats avec Twinsen, il apparaît techniquement comme un boss que le joueur aura des difficultés à vaincre à la fin du jeu.
- Le Dino-Fly est un personnage à mi-chemin du dinosaure et du dragon[11], capable de voler et doué de parole. Twinsen se sert de lui en montant sur son dos pour voler d'une île à l'autre au sein de l'hémisphère nord de la planète.
- Sendell est la déesse de Twinsun[4]. Elle et ses semblables habitent dans le cœur de la planète.
- Jérôme Baldino est un ingénieur qui habite sur l'île Proxima et invente diverses machines et outils[5]. Au cours du jeu, il met au point le proto-pack, un moyen de déplacement permettant d'avancer en suspension à quelques centimètres au-dessus du sol[5]. Cet outil est utile à Twinsen pour certaines tâches spécifiques[5]. Le nom de ce personnage est une anagramme du nom du présentateur Jérôme Bonaldi[5].

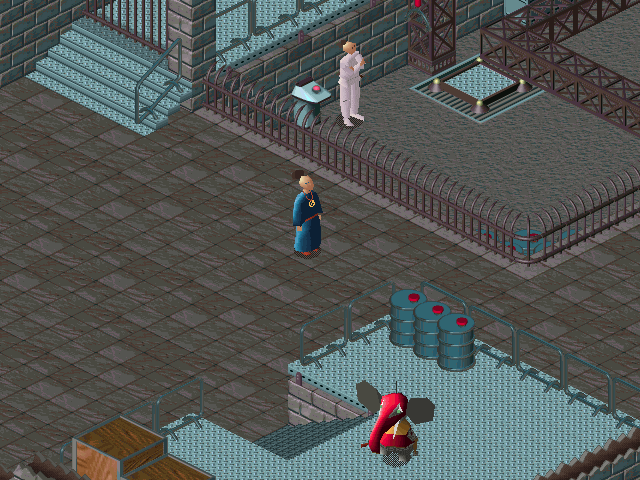
Twinsen dans une pièce contenant deux ennemis : un infirmier et un Grobo-clone rouge.

Twinsen doit se battre contre de nombreux ennemis au cours de l'aventure. La plupart d'entre eux sont des soldats ou des clones dont la puissance des tirs et la résistance aux coups est variable. Les soldats sont des Quetchs armés d'un fusil à baïonnette qui leur permet de tirer sur Twinsen ou de se battre au corps à corps avec lui. Les clones sont quant à eux des êtres programmés parfois proches de cyborgs. Les Lapichons-clones sont reconnaissables à leur démarche saccadée et à leurs tirs au pistolet. Les Grobos-clones sont quant à eux armés d'une matraque, mais il reste possible de discuter avec certains d'entre eux. Les Grobos-clones de couleur blanche sont désignés sous le terme de « Supergros » : un seul tir de leur part endort Twinsen qui se réveille en prison dont il doit alors s'échapper. D'autres types d'ennemis n'apparaissent que dans certains lieux spécifiques, comme les infirmiers (parfois armés d'une matraque ou d'un revolver), les robots clonés de l'espèce des Bouboules, les ouvriers (Île Polaire), les squelettes (Temple de Bù), les mutants (Hamalayi) ou les serpents (égouts).

### Analyse

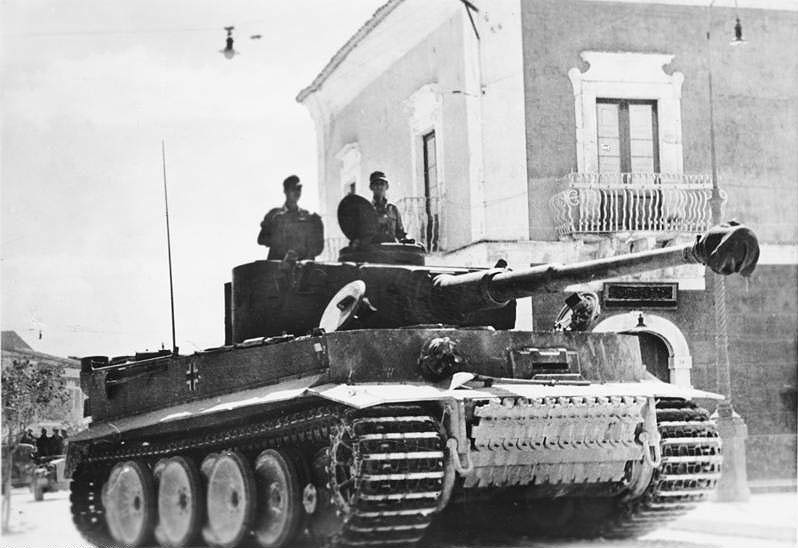
Little Big Adventure traite de la thématique du totalitarisme. L'incapacité du joueur à vaincre un char au début du jeu est inspirée des évènements de Tian'anmen.

Little Big Adventure a fait l'objet de diverses analyses relatives à son univers et son intrigue. D'après un article paru en 2020 sur Planète Aventure, le jeu mêle tout d'abord deux univers opposés : d'une part un cadre enfantin faisant notamment appel à des personnages animaliers, d'autre part un récit politique mature traitant de la thématique du totalitarisme. Plusieurs éléments de l'intrigue permettent ainsi de tracer des parallèles entre la dictature de FunFrock et les régimes totalitaires du Troisième Reich (dictateur suprême, armées uniformes) et de l'URSS (architecture massive de la forteresse de FunFrock rappelant l'architecture stalinienne). Le physique du personnage de FunFrock a également été rapproché à plusieurs reprises de celui de Jean-Marie Le Pen, allusion redoublée du fait que l'ancêtre de FunFrock est un dénommé « LeBorgne »,. Il a ainsi pu être considéré que le jeu défendait des idées de mixité, de cosmopolitisme et d'union, à une époque où la France était soumise à deux courants d'idées opposés entre la montée du Front National et la construction de l'Union européenne.
Didier Chanfray, co-créateur du jeu, s'est lui-même exprimé sur les messages politiques du jeu en expliquant : « Il n'y a pas de message politique sciemment imaginé dans LBA, mais on parle du totalitarisme et du mal que cela cause, avec nos propres références culturelles occidentales et notre passé riche d'exemples à la con de ce genre. Il y a une scène importante pour moi, quand [Twinsen se trouve] seul face au char dans l'île de la Citadelle au début du jeu. Je suis de la génération qui a connu Tian'anmen. Tu peux, si tu le veux, aller te battre contre les soldats, mais c'est peine perdue. […] On parle d’un thème : celui de la liberté, celui de regagner sa liberté ».

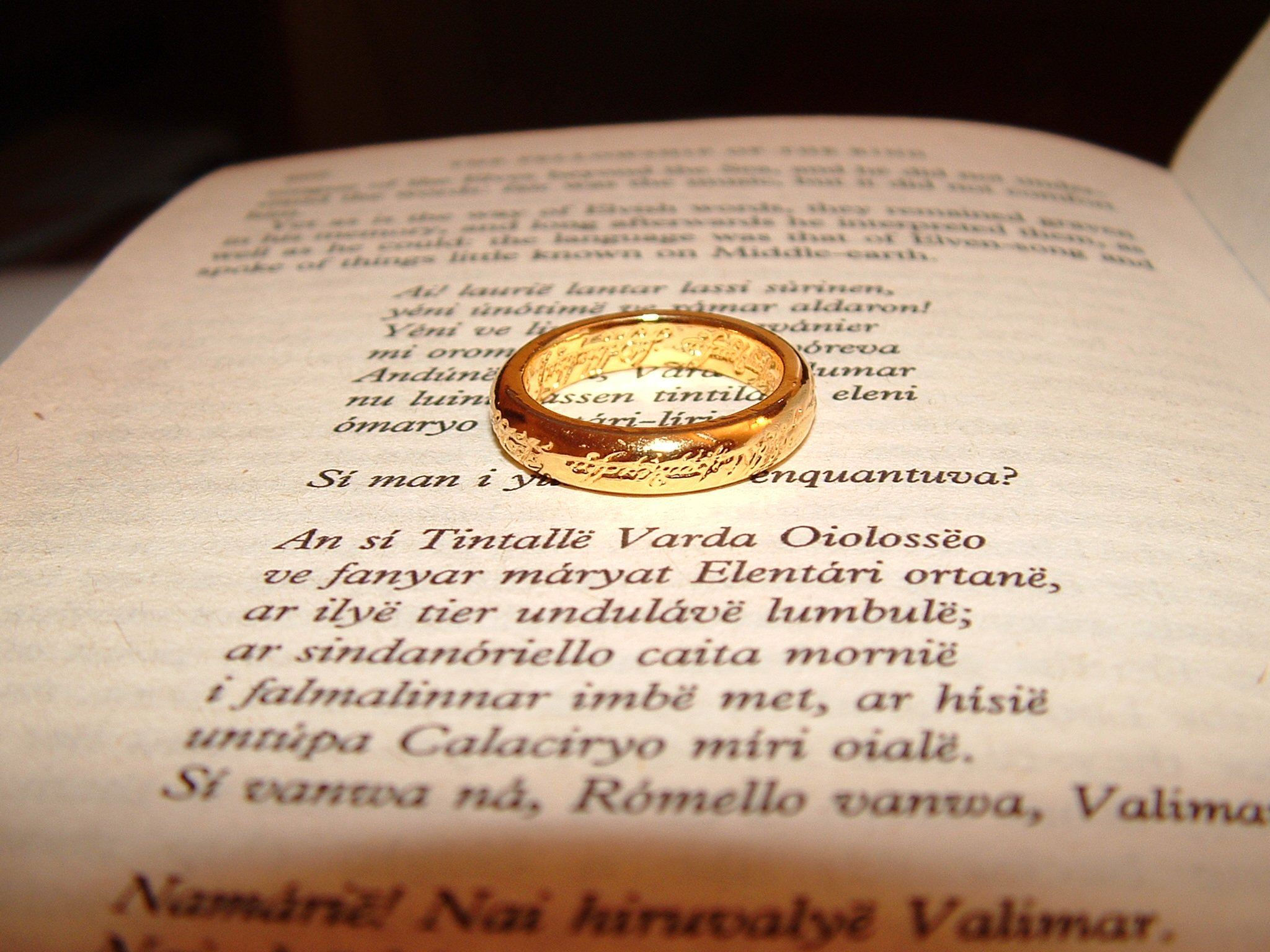
L'intrigue du jeu, mêlant conte et épopée en opposant un héros fragile à un mal très supérieur, a été rapprochée de celle du Seigneur des anneaux.

Sur le plan narratif, il a été établi que l'intrigue du jeu s'inscrit à la fois dans le registre du conte et dans celui de l'épopée. La première dimension est illustrée par la présence d'objets magiques (tunique de Twinsen, balle magique) et par un univers merveilleux (planète située entre deux soleils, animaux doués de parole). La seconde dimension s'illustre quant à elle dans le respect des codes du récit épique : le personnage de Twinsen est lié au divin, il occupe une position d'« élu », sa destinée est tracée d'avance et sa quête est accomplie à travers un long voyage initiatique accompagné de combats héroïques contre des forces très supérieures. En cela, Little Big Adventure a pu être rapproché du Seigneur des anneaux, l'œuvre mettant également en scène un héros enfantin confronté à une force maléfique et omnisciente. Cette opposition entre conte et épopée, mais aussi entre cadre enfantin et maturité narrative, viendrait expliquer le titre de l'œuvre, Little Big Adventure, traduisant une « petitesse qui s'oppose à un mal démesurément grand » selon l'analyse formulée par Damien Lebrun sur Planète Aventure. L'épopée de Twinsen d'un bout à l'autre de sa planète, couplée à l'utilisation de nombreux moyens de transport sur terre comme sur mer, fait également dire au magazine PC Soluces à l'été 1996 que l'aventure rappelle le périple de Phileas Fogg dans Le Tour du monde en 80 jours.
Le jeu a enfin été rapproché d'autres œuvres culturelles majeures, notamment Star Wars pour son univers galactique exposé en introduction, ses combats au sabre et l'opposition entre Luke Skywalker et Dark Vador, rappelant celle entre Twinsen et FunFrock,. L'univers de l'œuvre a également été rapproché de ceux des romans 1984 et Fahrenheit 451, dépeignant des sociétés totalitaires fondées sur le contrôle des citoyens, la technologie et l'uniformisation de la pensée.

## Système de jeu

### Généralités

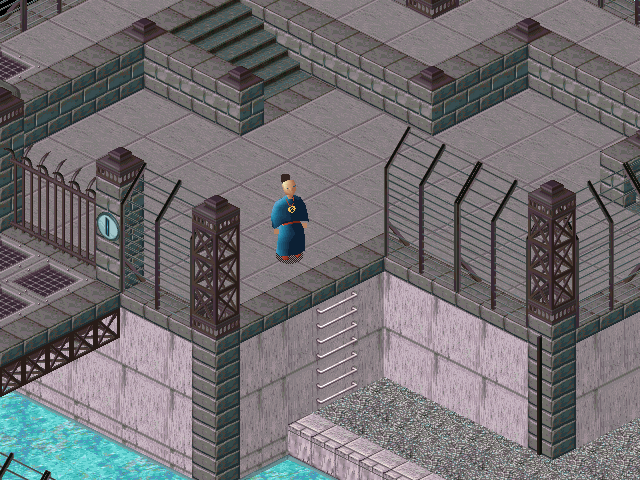
Le jeu se caractérise par ses décors en perspective isométrique permettant au joueur de contrôler Twinsen en vue à la troisième personne.

Le système de jeu de Little Big Adventure se caractérise en premier lieu par sa perspective en 3D isométrique : l'arrière-plan, ou décor du jeu, est ainsi techniquement constitué d'images en deux dimensions respectant la perspective isométrique, tandis que les personnages apparaissent en trois dimensions sur ce décor en deux dimensions,. Le système de jeu est en partie repris de celui d’Alone in the Dark, le précédent jeu de Frédérick Raynal, notamment pour la superposition de personnages en 3D sur des décors statiques en 2D. Le joueur contrôle son personnage (Twinsen) en vue à la troisième personne (vision objective).

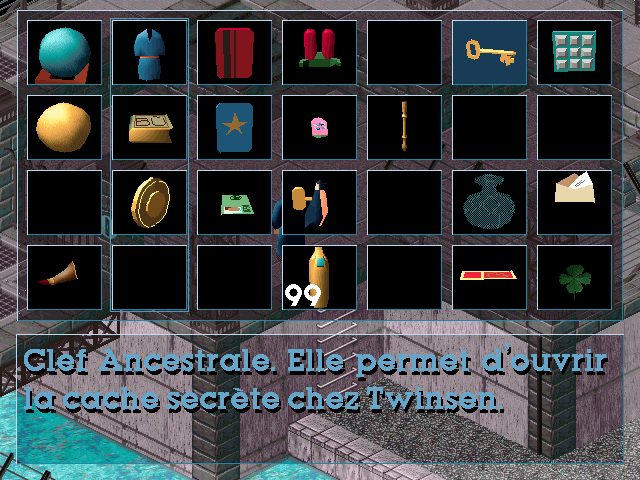
Le joueur dispose d'un inventaire, élément typique d'un jeu d'aventure.

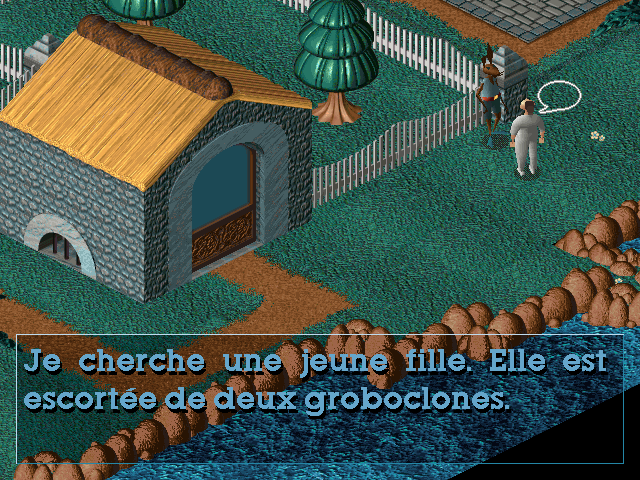
Le joueur doit régulièrement parler aux personnages non-joueurs pour trouver des indications utiles à sa progression.

L'espace de jeu se caractérise par le fait qu'il s'agit d'un monde ouvert, caractéristique d'un jeu d'action : le joueur peut circuler à sa guise dans l'espace dont il dispose, par exemple en voyageant à tout moment d'une île à une autre, même si aucun élément ne l'incite à faire ce mouvement. Frédérick Raynal a résumé la complexité du monde ouvert de Little Big Adventure en ces termes : « C'est un jeu d'aventure où l'on peut se perdre. Il faut souvent deviner ce qu'il y a à faire, ne pas hésiter à aller parler à tous les personnages pour vraiment comprendre son but. Ce n'est pas "voilà ta mission, voilà la flèche", c'est "va voir [certains personnages], ils vont te parler de quelque chose, fais attention, et essaie de comprendre où il faut aller". C'était difficile pour l'époque ».
Techniquement, l'espace sur lequel le joueur déplace son personnage est constitué de maps, c'est-à-dire de surfaces de jeu aux dimensions limitées. Chaque île sur laquelle se déplace Twinsen est composée de plusieurs maps accolées les unes aux autres. Le bord de chaque map est noir ; si le joueur s'approche de ce bord, il passe à la map suivante, sauf dans le cas où le bord noir correspond à la limite de l'espace de jeu, auquel cas Twinsen bute simplement sur le bord noir et ne peut pas aller plus loin. Dans la version pour appareils mobiles, un outil de zoom et de dé-zoom permet au joueur d'avoir une vision d'ensemble de chaque map, ce qui n'était pas possible dans les versions d'origine sur PC et PlayStation.
Sur PC, tous les déplacements et toutes les actions du jeu se contrôlent au clavier : la souris n'est pas utilisée. Sur PlayStation, le clavier est remplacé par la manette de jeu, et les contrôles sont tactiles sur appareils mobiles : le fait de toucher un point d'une map amène Twinsen vers ce point. Le joueur dispose d'un inventaire qui lui permet de conserver des objets importants tout au long de l'intrigue pour s'en servir ultérieurement. Cet élément de gameplay est typique des jeux d'aventure.

### Particularités

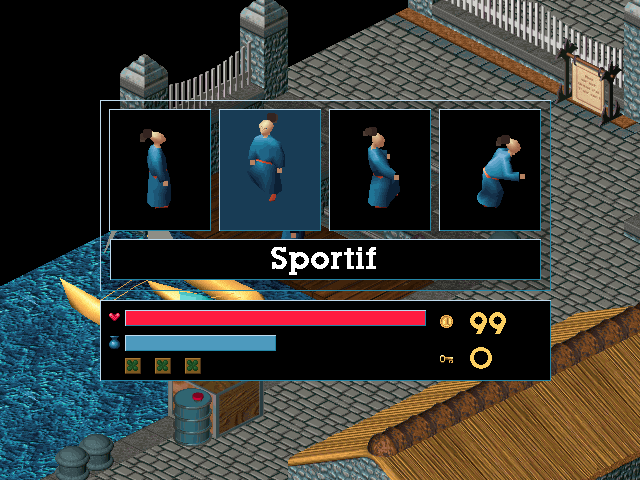
Le joueur peut choisir « l'humeur » de Twinsen (normal, sportif, agressif ou discret) en fonction des situations.

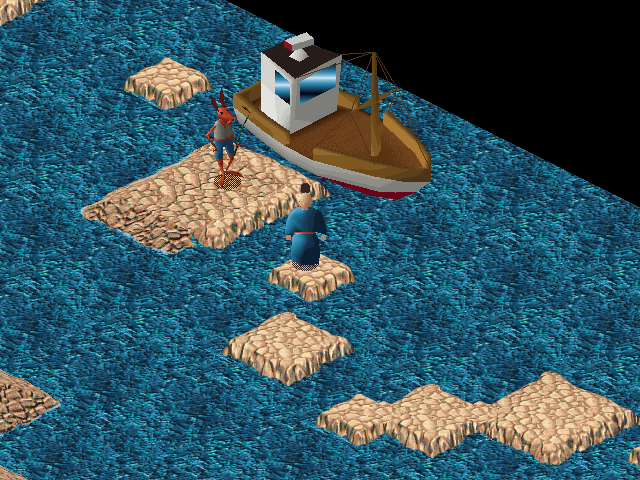
Certaines séquences évoquent le jeu de plates-formes.

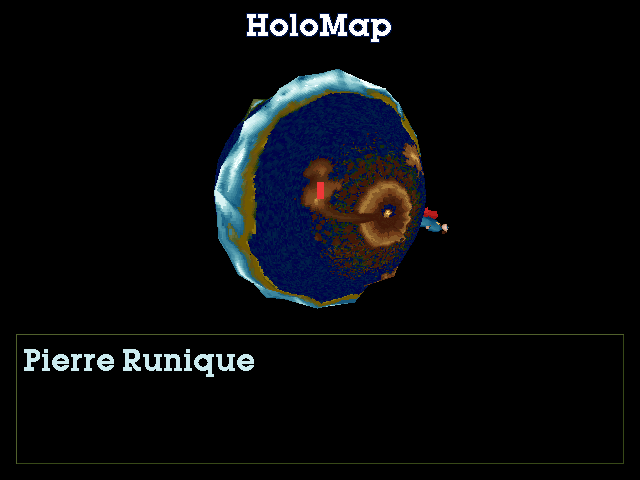
L'« HoloMap » permet au joueur de savoir à quels endroits se rendre pour avancer dans sa quête.

Les déplacements et les actions de Twinsen dépendent de « l'humeur » du personnage : le joueur peut ainsi choisir à tout moment entre quatre « comportements » différents,. En adoptant un comportement « normal », Twinsen avance en marchant et la touche d'action permet de parler aux personnages non-joueurs ou d'effectuer une action comme récupérer un objet. En mode « sportif », Twinsen avance en courant et la touche d'action permet au personnage de réaliser un saut. Certaines séquences nécessitent une succession de sauts et s'apparentent à des séquences de jeu de plates-formes. Le mode « agressif » permet principalement de se battre au corps à corps avec certains ennemis avec la touche d'action et le mode « discret » n'est utile que dans certaines séquences très spécifiques pour avancer sans être repéré par un ennemi ou pour se cacher,. De manière plus générale, pour être guidé dans ses déplacements, Twinsen dispose d'une mappemonde de la planète Twinsun, désignée sous le terme d'« HoloMap », sur laquelle apparaissent des flèches permettant au joueur de savoir sur quelle(s) île(s) se rendre pour avancer dans sa quête.
La magie est un élément central du gameplay. Twinsen dispose d'une balle magique qu'il peut lancer sur ses ennemis pour les vaincre sans se battre au corps à corps. Agissant comme une balle rebondissante, elle revient toujours dans ses mains. La puissance de frappe de cette balle dépend du niveau de magie acquis par Twinsen. Le joueur doit ainsi faire évoluer le niveau de magie de Twinsen au cours de l'aventure de manière à pouvoir affronter des ennemis progressivement plus puissants. Quatre niveaux de magie doivent ainsi être obtenus au cours de l'aventure. Par ailleurs, le mode dans lequel se trouve Twinsen (normal, discret, etc.) permet d'imposer différentes trajectoires à la balle magique. Twinsen dispose de plusieurs autres armes au cours du jeu pour combattre ses ennemis, comme les méca-pingouins (bombes en forme de pingouin) et un sabre qui sert notamment dans le combat final avec le docteur FunFrock.

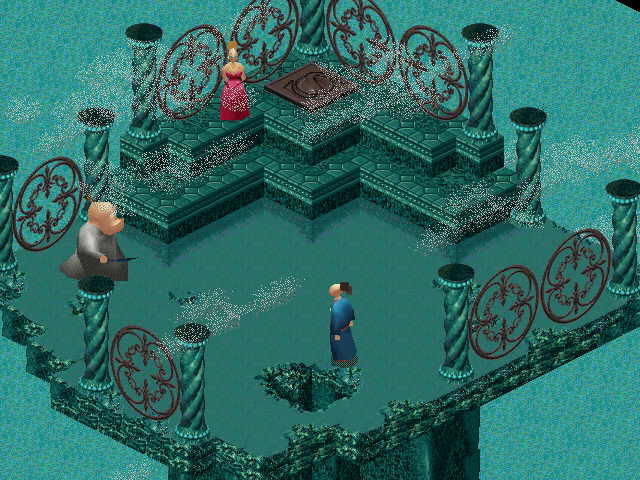
Twinsen dispose d'armes comme le sabre qui lui permet de combattre FunFrock, ici dans l'une des dernières séquences du jeu.

Twinsen dispose d'une barre de vie et d'une barre de magie. Chaque coup infligé par un ennemi fait baisser sa barre de vie, et chaque utilisation de la balle magique fait baisser la barre de magie. Twinsen peut avoir plusieurs vies, ce qui permet au joueur de continuer le jeu dans le cas où la barre de vie de son personnage s'épuiserait. Toutefois, si la barre de vie s'épuise et que Twinsen ne dispose plus de vies supplémentaires, le joueur se retrouve dans une situation de game over. Quant à la barre de magie, si celle-ci s'épuise, la balle magique de Twinsen ne pourra plus faire de rebonds et cela rendra ses cibles parfois plus difficiles à atteindre. Twinsen peut récupérer des points de vie ou de magie à de nombreuses occasions, notamment en fouillant dans certains éléments du décor comme les pots de fleurs ou les tiroirs, en tuant un ennemi ou en achetant ces points dans certaines boutiques. Twinsen dispose en effet d'une monnaie qu'il peut récupérer de la même manière que les points de vie ou de magie, et qui lui permet d'acheter certains objets dans certaines occasions.

## Développement

### Contexte du projet

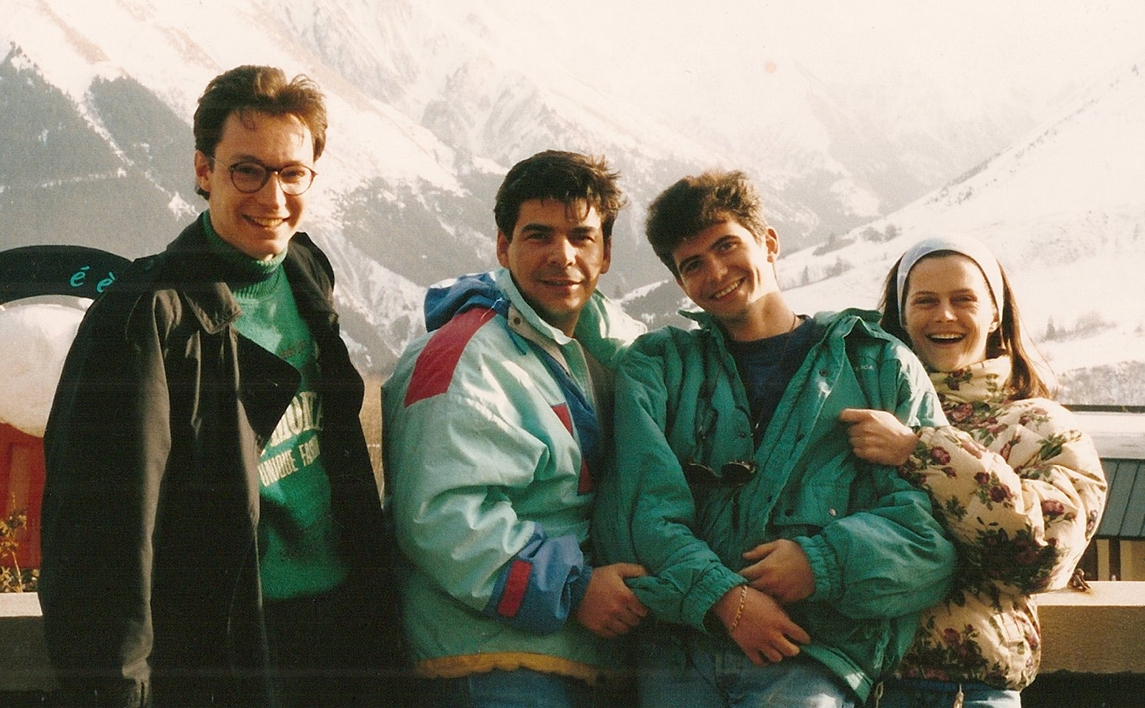
Les fondateurs d'Adeline Software en 1993. De gauche à droite : Laurent Salmeron, Didier Chanfray, Frédérick Raynal et Yaël Barroz.

L'équipe d'Adeline Software International a été créée en 1993 par Frédérick Raynal, Didier Chanfray, Yael Barroz et Laurent Salmeron. Les quatre membres fondateurs étaient jusqu'alors salariés d'Infogrames et avaient travaillé ensemble sur le jeu Alone in the Dark sorti en 1992, dont Frédérick Raynal était aussi le game designer. C'est à la suite d'un désaccord avec Bruno Bonnell sur la suite à donner à Alone in the Dark que les membres en question ont quitté Infogrames pour fonder Adeline Software et démarrer le projet Little Big Adventure.
L'équipe d'Adeline Software était financièrement soutenue par le studio Delphine Software, lui-même financé par le producteur Paul de Senneville, qui a mis à la disposition d'Adeline Software un espace de travail de 75 m2 dans ses locaux situés à Lyon. L'ensemble des membres d'Adeline Software étaient salariés et ne prenaient pas eux-mêmes le risque financier du projet. Les membres de l'équipe d'Adeline ont commencé la conception de Little Big Adventure en ramenant chacun leur ordinateur personnel dans ces locaux avant que des ordinateurs professionnels leur soient livrés grâce au budget qui a été levé pour soutenir le studio.

### Idées d'origine

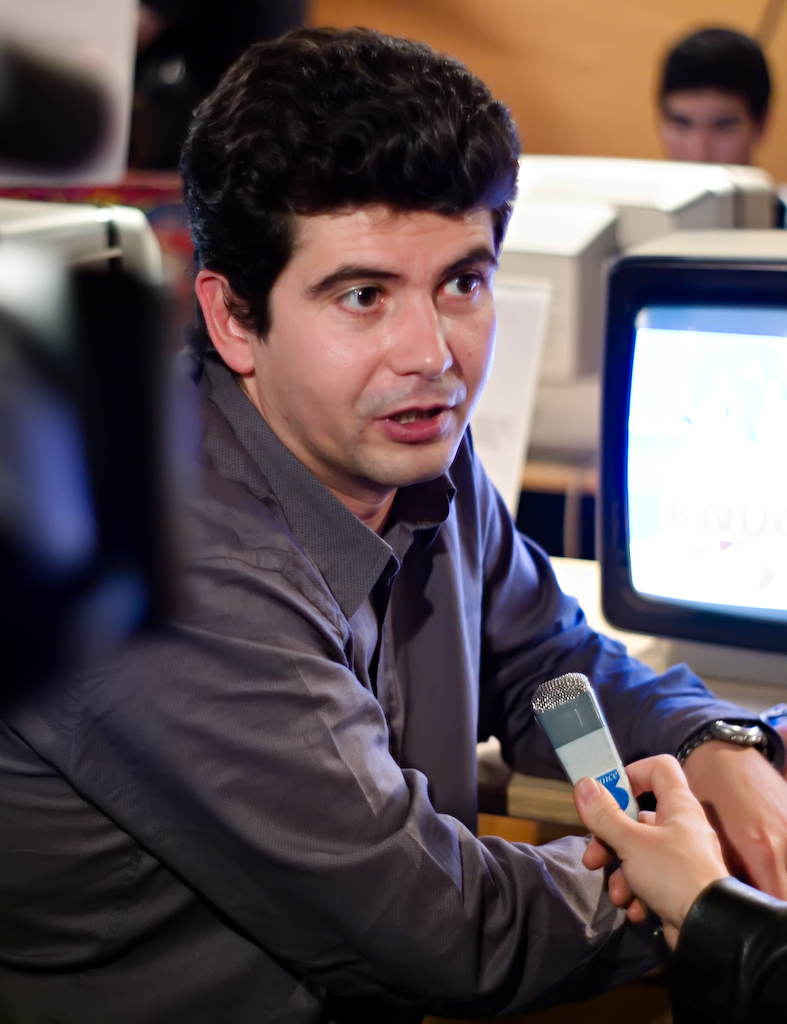
Frédérick Raynal, concepteur principal du jeu, ici en 2007.

Frédérick Raynal a expliqué que le projet de création de LBA était motivé par plusieurs raisons distinctes. D'une part, Raynal et l'équipe d'Adeline Software avaient pour but de réaliser quelque chose de « différent » à la fois par rapport à Alone in the Dark et au jeu Doom très en vogue à l'époque. Raynal a déclaré plusieurs années après la sortie du jeu : « On allait prendre le contre-pied. Au lieu de faire du métal rouillé et des monstres, on allait faire un truc tout rond, tout mignon ». Daniel Ichbiah résume cette idée de la manière suivante dans son ouvrage de 1998 intitulé La Saga des jeux vidéo : « [L'équipe décide] de prendre le contre-pied des jeux « cyber » à la Blade Runner et de créer un univers tendre et poétique ». Par la suite, Frédérick Raynal a précisé : « On voulait faire des graphismes très colorés. Toute la palette de couleurs est dans ce sens de couleurs un peu saturées, acidulées ». L'utilisation de la technique de l'ombrage de Gouraud a été utilisée sur de nombreux personnages, et notamment sur la tunique de Twinsen, pour les rendre précisément plus ronds en lissant la succession de polygones dont ils étaient constitués.

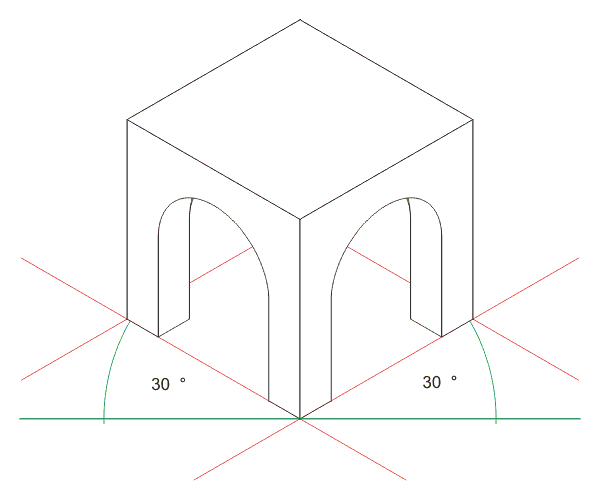
Frédérick Raynal était un amateur de jeux en perspective isométrique et voulait en faire un élément central du système de jeu de LBA.

La seconde volonté majeure de Frédérick Raynal était de faire un jeu avec un gameplay en 3D isométrique. Le créateur a déclaré à propos de ce choix de gameplay : « La 3D isométrique, j'en rêvais depuis 1984 ». Cette envie de faire de la 3D isométrique lui est venue des jeux Knight Lore (1984) et Alien 8 (1985) dont il était très amateur et qui étaient en perspective isométrique à deux dimensions,. Cependant, Raynal voulait intégrer de véritables personnages en 3D sur les décors en 2D, car un personnage en 2D serait un simple sprite avec peu de positions différentes, tandis qu'un personnage animé en 3D ne rencontrerait pas cette limitation et serait plus crédible,. Enfin, concernant le rendu graphique du jeu, Frédérick Raynal avait des idées nettes : il s'agirait d'un jeu dont la résolution graphique serait en SVGA 640 x 480 et sortirait sur CD-ROM (son précédent jeu Alone in the Dark était déjà sorti sur support CD, mais ne proposait qu'une résolution de 320 x 240),.
C'est seulement pendant le mois qui a été nécessaire à monter le studio Adeline Software que l'équipe a commencé à réfléchir au véritable contenu du jeu et en particulier à la création de son univers avant même de définir une intrigue. Selon Frédérick Raynal : « Moi j'expliquais les grandes règles que j'avais déjà cogitées, par exemple qu'il y aurait quatre espèces. […] On n'a pas construit l'histoire que le héros allait suivre, on a tous déliré sur la manière dont on imaginait ce monde-là. Je voulais que la planète soit entre deux soleils pour que ce soit complètement impossible. […] On a défini le fonctionnement de ce monde, avec les idées de tout le monde, et on a davantage construit une façon de vivre de la planète avant même qu'il y ait vraiment un fil rouge. […] On n'a pas directement voulu évoquer la période de l'occupation, mais ce qu'on voulait faire c'était une histoire pour adultes. On voulait quelque chose d'assez mature ». Frédérick Raynal évoque par ailleurs le fait qu'une légère inadéquation pouvait être relevée entre le scénario au sujet a priori sérieux, et les graphismes colorés et arrondis donnant l'impression de s'adresser à un public plutôt jeune. C'est toutefois par la création d'une ambiance du jeu en partie humoristique que ces deux éléments contradictoires ont finalement pu se compléter.

### Distribution des rôles
Au fur et à mesure du développement du jeu, l'équipe d'Adeline Software s'étoffe en passant initialement de quatre membres à douze membres en fin de projet,. L'équipe restant de petite taille, certains membres occupent plusieurs postes à la fois pendant les 16 mois de production.
Frédérick Raynal s'occupe du game design et chapeaute le projet. Dans une interview, Raynal expliquait son rôle de coordinateur : « Tout le monde apporte ses envies de graphisme, d'histoire… et je choisis ce qui va être intégré ou non ». Surtout, Frédérick Raynal doit dans un premier temps créer un ensemble d'outils informatiques permettant aux autres membres de programmer le jeu, créer les personnages, les animer et les intégrer dans les décors. Daniel Ichbiah explique : « Raynal, ayant abandonné son outil de développement à Infogrames, se voit dans l'obligation d'en réécrire un autre en partant de zéro ». Frédérick Raynal consacre ainsi neuf mois à la mise au point d'un nouveau moteur de jeu capable de gérer des objets en 3D avec une bonne résolution d'affichage, une prouesse technique pour l'époque. Chose rare, la réalisation du moteur de jeu se fait au fur et à mesure de la création du jeu par le reste de l'équipe. Les éditeurs de scripts étaient réalisés de telle manière que chaque ajout pouvait être testé immédiatement en lançant la séquence qui lui était associée. « On intégrait, on testait, on intégrait, on testait », résume Frédérick Raynal. L'une des difficultés était de créer un moteur permettant de compresser toutes les données de manière à faire tenir le jeu sur un nombre limité de disquettes en même temps qu'une version CD-ROM était préparée.
Didier Chanfray réalise des esquisses au crayon de l'ensemble des lieux du jeu en vue isométrique, dessine les personnages et se charge d'animer ces derniers sur ordinateur,. Il occupe ainsi un poste de directeur artistique sur le jeu. Selon Frédérick Raynal, c'est Didier Chanfray qui a donné un côté « rond » aux dessins et aux personnages,.
Yaël Barroz se charge de créer sur ordinateur les décors isométriques esquissés par Didier Chanfray, en utilisant le logiciel 3D Studio,,. Elle bénéficie en fin de production de l'aide de Jean-Marc Torroella pour réaliser les décors de l'île polaire. Les cinématiques ont au départ été uniquement réalisées par Frédéric Taquet (et non Frédérick Raynal), puis d'autres personnes l'ont rejoint dans cette tâche.
Les dialogues et le scénario du jeu ont été écrits par Jean-Jacques Poncet. C'est avec ce travail qu'est apparu le fil rouge de l'intrigue de manière à donner une continuité logique dans l'univers défini par les autres membres de l'équipe.
La musique du jeu a été composée par Philippe Vachey. Huit thèmes principaux sont présents et correspondent à différents lieux du jeu, par exemple certaines îles, la maison de Twinsen, les montagnes de l'Hamalayi ou la cinématique d'introduction présentant le rêve de Twinsen. Pour la version CD-ROM du jeu, ces thèmes sont gravés en piste audio complémentaire à la piste de données contenant les fichiers du jeu. Le CD-ROM peut donc être placé dans un appareil destiné à lire les CD audio comme une chaîne hi-fi de manière à écouter les musiques indépendamment du jeu lui-même. Pour la version disquette, les musiques ont été adaptées pour être transformées en séquences MIDI, offrant un rendu sonore différent selon l'équipement audio de chaque ordinateur.

### Sortie et ventes
Le jeu est édité et distribué en Europe par Electronic Arts, numéro un du secteur que Paul de Senneville contacte sans en parler aux membres d'Adeline Software de manière à leur faire une surprise. Le studio parvient ainsi à trouver un distributeur équivalent à ceux des jeux d'Infogrames, ce qui constitue une chance inespérée.
Le prix du jeu à sa sortie est de 400 FF dans sa version CD-ROM. Le jeu est un succès en Europe et surtout en France, mais pas aux États-Unis. Entre 1994 et 1995, le jeu se vend à plus de 200 000 exemplaires en France, mais à seulement 30 000 exemplaires aux États-Unis selon Daniel Ichbiah. L'échec de LBA1 aux États-Unis serait dû à un marketing trop tourné vers la dimension de « jeu de combat ». Le jeu sort en effet sous le titre « Relentless » (« Impitoyable »), la jaquette montre Twinsen arborant un air agressif, et les publicités de l'époque reprenaient principalement des captures d'écran de scènes de combats. Ce marketing se serait révélé déroutant pour les joueurs alors que les graphismes étaient plutôt de nature à traduire un univers « mignon ».
En 1997, un article de L'Expansion affirme que le jeu s'est écoulé à 320 000 exemplaires depuis sa sortie. Plus tard, en 2009, le guide des « 200 jeux vidéo essentiels » réalisé par David Téné affirme quant à lui que le jeu se serait vendu à plus de 350 000 exemplaires au total. Enfin, en 2020, Didier Chanfray évoque dans une interview pour Game Forever que le jeu se serait écoulé à 500 000 exemplaires, sans compter les éditions distribuées lors de campagnes marketing, notamment pour accompagner des ventes de boîtes de corn-flakes.

### Portages

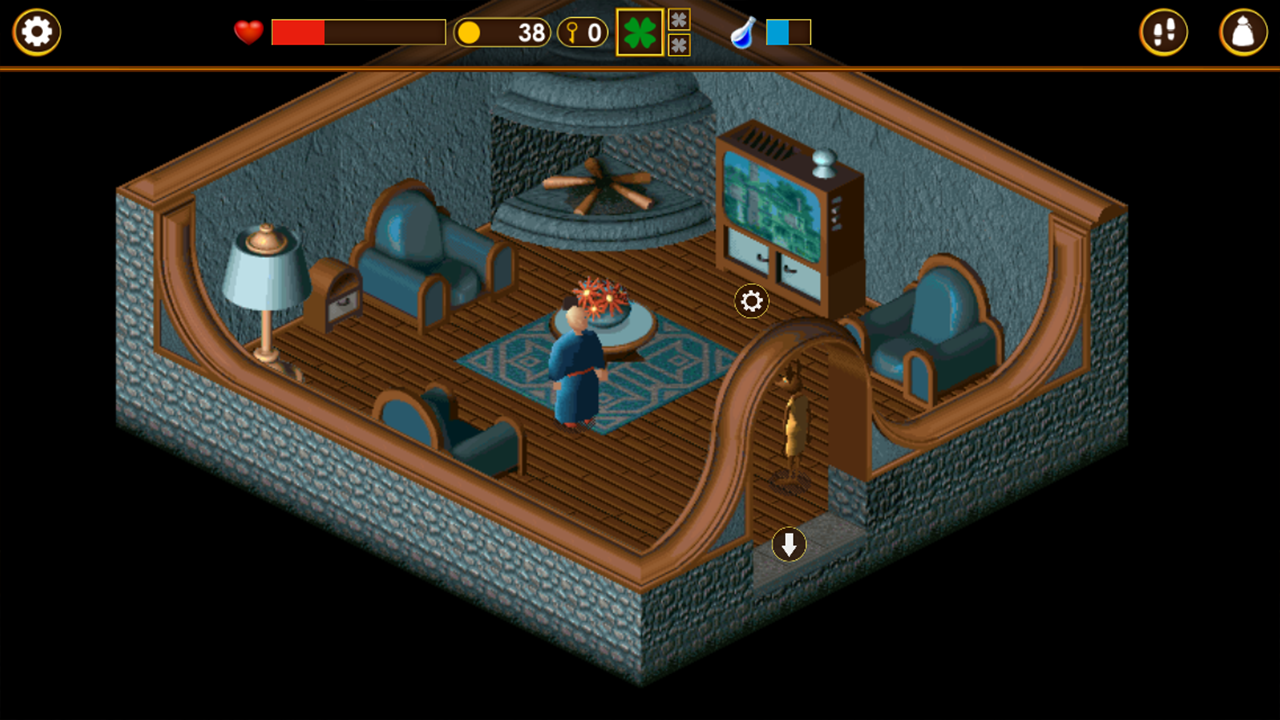
Quelques nouveautés de la version iOS / Android : une barre de jauges en haut de l'écran et la possibilité d'afficher les endroits interactifs.

Vingt ans après la première sortie du jeu, l'éditeur français DotEmu réalise le portage de LBA pour iOS et Android. Cette nouvelle version pour appareils mobiles et écrans tactiles paraît en téléchargement le 27 mars 2014 après avoir été officiellement annoncée en mars 2012. Cette nouvelle version du jeu est également distribuée à partir de 2015 sur la plate-forme Steam pour les versions récentes de Windows.
Le portage du jeu sur appareils mobiles était déjà envisagé plusieurs années auparavant par Didier Chanfray qui avait déclaré en 2011 : « Avec Frédérick Raynal, nous réfléchissons sur un remake iPad (ou autre tablette tactile) de Little Big Adventure 1&2. Notre ambition est d'apporter au public d'aujourd'hui une version contemporaine dans laquelle le graphisme, l'ergonomie et l'accessibilité (la difficulté) seraient revisités. Nous prendrons le temps qu'il faudra pour cette version, ce sera une étape importante pour la renaissance de la licence ». Le portage du jeu a été rendu possible à la suite de l'acquisition des droits de la licence Little Big Adventure par Didier Chanfray à travers sa société « Didier Chanfray SARL » en 2011,. Le jeu devant être adapté aux écrans tactiles, DotEmu a contacté Frédérick Raynal et Didier Chanfray pour que ceux-ci travaillent en collaboration avec l'équipe de DotEmu sur la réadaptation du jeu qu'ils avaient conçu 20 ans auparavant. Frédérick Raynal a déclaré par la suite : « DotEmu s'est chargé de lancer le projet avec un grand souci du détail et un véritable respect du jeu tel qu'il était ».

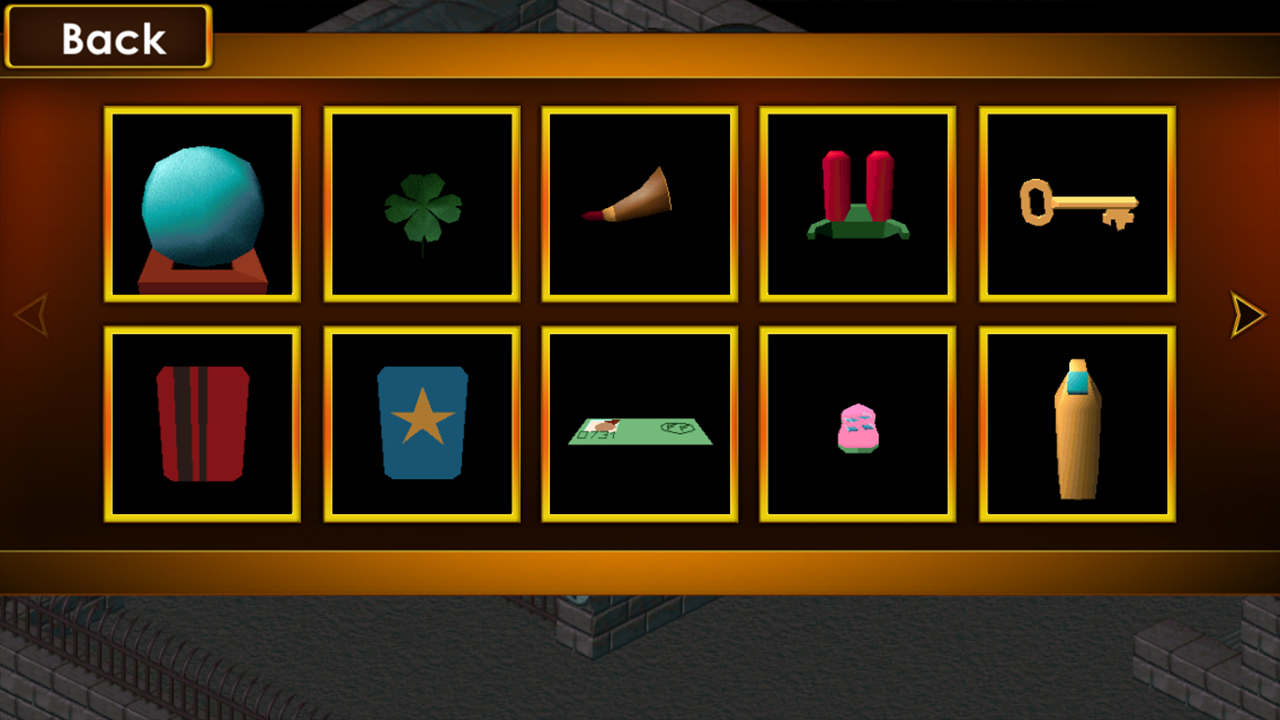
Le portage inclut un nouvel inventaire.

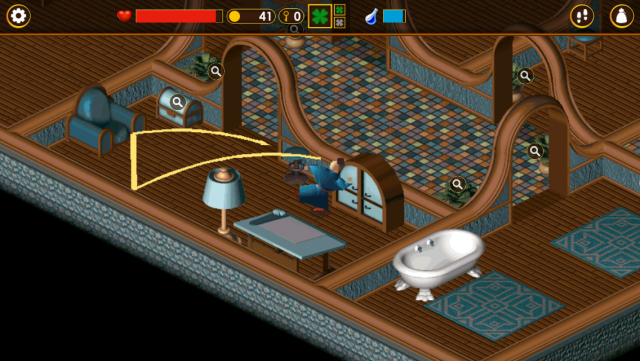
Dans cette version, la trajectoire de la balle magique s'affiche avant que le joueur la lance.

Plusieurs idées ont été envisagées vis-à-vis des changements à apporter à la version pour appareils mobiles. Frédérick Raynal explique dans une interview : « On s'est posé la question "qu'est ce qu'on garde ?" […]. On voulait conserver l'histoire, par contre au niveau interface il fallait tout changer ». C'est en testant le jeu d'origine avec de jeunes joueurs que le concepteur remarque que des changements doivent être opérés. Frédérick Raynal a en effet été surpris de voir que les joueurs les plus jeunes, n'ayant jamais joué au jeu, ne trouvaient pas naturel de se diriger vers les bords noirs des cartes isométriques malgré le tracé des chemins reliant une carte à l'autre. De même, les jeunes joueurs n'avaient pas le réflexe de fouiller dans les éléments du décor avec la commande « action » tant qu'un signe visible n'indiquait pas qu'un élément pouvait être trouvé à cet endroit. Des indications sont donc rajoutées aux sorties des cartes ainsi que sur chaque élément pouvant être fouillé. En somme, pour rendre le jeu plus simple et accessible, le portage contient davantage d'assistance pour aider le joueur à comprendre les actions qu'il doit réaliser. Dans cette même idée, la nouvelle version du jeu permet de prévisualiser la trajectoire des sauts de Twinsen et de sa balle magique avant que celui-ci la lance. Le fait de rendre cette nouvelle version accessible aux plus jeunes avait un but précis selon Frédérick Raynal : « On voulait aussi trouver un nouveau public, plus contemporain, qui ne connaissait pas le jeu de l'époque. [Ainsi], quand on ira voir un éditeur pour LBA3, si on montre qu'au-delà des fans qui sont encore là, il y a aussi un nouveau public, l'éditeur [sera davantage intéressé et] pourra nous laisser autant de liberté qu'on en avait à l'époque ». Malgré ces modifications permettant de diminuer la difficulté du jeu, Frédérick Raynal voulait aussi satisfaire les anciens amateurs du jeu dans sa version d'origine. Ainsi, les bases du gameplay, le scénario et les décors sont restés identiques à la version d'origine.

## Accueil

### Éloges
À sa sortie, le jeu reçoit des critiques généralement très positives de la part de la presse vidéoludique. Certains périodiques se montrent dithyrambiques, comme le magazine français Joystick qui titre en couverture de son numéro de juillet-août 1994 : « Bientôt L.B.A, le plus beau jeu du monde ! », le magazine ayant été conquis par un test du jeu réalisé avant sa sortie commerciale. Le magazine Génération 4 titre en novembre 1994 : « L.B.A. : Original ! Jouable ! Français… L'extase ! » et le magazine britannique Edge titre quant à lui en janvier 1995 : « LBA - Adeline's triumph of the imagination », félicitant ainsi la créativité de l'équipe d'Adeline Software.
Rétrospectivement, selon un classement établi en mars 2011 par Jeuxvideo.com, Little Big Adventure occupe la place du « 80e meilleur jeu de tous les temps ». Le jeu arrive par ailleurs à la première place du classement des meilleurs jeux d'aventure sur le site Planète Aventure, avec une note moyenne de 19.5/20 attribuée par les lecteurs du site. Jeuxvideo.com résume de manière rétrospective en 2010 : « Puzzles, exploration, infiltration, humour, LBA a marqué son époque ».
De manière unanime, le jeu impressionne à sa sortie par la beauté de ses graphismes ainsi que par le détail apporté dans l'animation des personnages. Génération 4 souligne avec enthousiasme que « les auteurs ont su donner vie aux personnages qui animent le jeu » et relève plusieurs passages au cours desquels des personnages non-joueurs adoptent une attitude souvent humoristique. Edge considère que la qualité des animations donne aux personnages un aspect vivant et crédible, et qualifie les graphismes de « merveilleusement détaillés » (« fabulously detailed »). PC Soluces abonde dans le même sens : « les graphismes SVGA sont magnifiques et l'histoire complexe vous tiendra en haleine pendant longtemps ». La longue durée du jeu est également soulignée avec enthousiasme par Edge qui l'estime à quarante heures. Génération 4 remarque aussi que « les scènes cinématiques sont de toute beauté », et les musiques sont elles aussi unanimement appréciées tout comme les bruitages : Edge souligne par exemple la minutie apportée au bruitage des pas de Twinsen qui varie selon la surface foulée. Génération 4 souligne que « malgré un scénario délirant, l'univers LBAsquien reste logique et réaliste ».

### Critiques

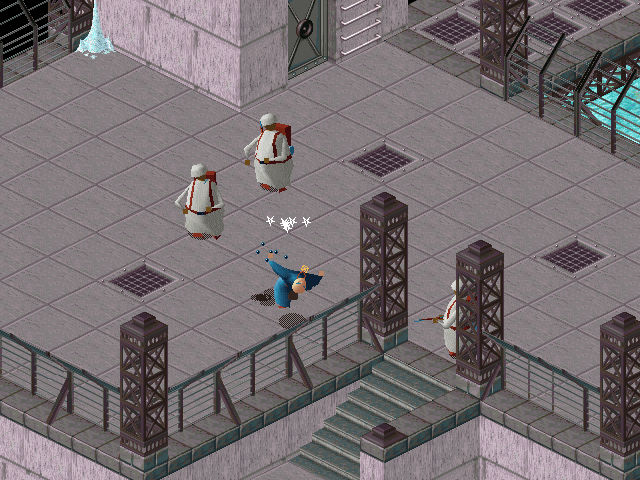
Twinsen peut devenir incontrôlable à cause du temps de récupération entre chaque coup lorsque plusieurs ennemis l'attaquent en même temps.

Plusieurs défauts ou points négatifs sont néanmoins relevés dans certaines critiques. Les remarques les plus communément partagées par les joueurs sont résumées par le magazine Edge qui exprime son irritation concernant le mode « sportif » de Twinsen qui lui interdit de se cogner dans un mur sous peine de perdre des points de vie. Edge relève aussi le manque de visibilité du joueur vis-à-vis de certains ennemis à cause de l'actualisation automatique assez tardive de l'angle de vue de la caméra. PC Soluces souligne deux autres défauts : « Quand Twinsen est touché, il reste incontrôlable suffisamment de temps pour être touché encore et encore… jusqu'à sa mort. L'autre problème, c'est la technique des sauvegardes. […] Pourquoi faire compliqué quand on peut faire simple, d'autant que le jeu est déjà assez dur ? ». Le système de sauvegarde est en effet généralement évoqué en termes négatifs par les autres critiques qui s'y attardent : le fait de ne pas laisser au joueur le choix de sauvegarder par lui-même avant une phase difficile du jeu induit parfois le recommencement de longues séquences qui perdent le charme de leur découverte, ou se traduit par la visualisation répétée de certaines cinématiques. De même, le fait que chaque sauvegarde soit automatiquement écrasée par la sauvegarde suivante est considéré comme un mauvais choix technique de la part des développeurs. Enfin, la façon de déplacer Twinsen avec les flèches du clavier en coordonnées relatives (la flèche du haut fait avancer Twinsen droit devant lui et non vers le haut de l'écran) a aussi fait l'objet de remarques parfois mitigées. C'est notamment le cas du magazine Edge qui relève qu'un temps d'adaptation est nécessaire pour s'habituer à ce type de contrôle, et ajoute que la façon de faire tourner ou reculer Twinsen donne parfois le sentiment de diriger un véhicule plutôt qu'un personnage. Dans la même idée, mais de manière plus humoristique, Génération 4 évoque le regret de ne pas pouvoir contrôler les moyens de transport utilisés par Twinsen, comme les motos ou les bateaux.
Le portage du jeu sur appareils mobiles en 2014 reçoit des critiques contrastées. La fidélité au jeu d'origine est unanimement saluée : Jeuxvideo.com évoque notamment sous Android le « réel plaisir pour le nostalgique de retrouver l'univers si enchanteur de Twinsun, qui, en dépit de son âge, supporte très bien le poids des années » et précise « le fan ne sera pas perdu, tandis que les nouveaux venus n'auront pas à supporter l'esthétique d'un titre qui aurait trop vieilli ». Les nouveaux contrôles de Twinsen reçoivent néanmoins des critiques parfois amères : Jeuxvideo.com se plaint notamment de l'outil de recherche de chemin peu performant ainsi que des contrôles de saut et de lancer de balle qui peuvent parfois se confondre entre eux, tout comme les contrôles d'action ou d'attaque sur les personnages non-joueurs. Jeuxvideo.com résume cette frustration par la note de 12/20 sanctionnant en partie le portage.

## Postérité
Le succès de Little Big Adventure, notamment en France, le propulse rapidement au rang de jeu vidéo « culte »,. Selon Bertrand Amar, le jeu « a marqué toute une génération de joueurs ». LBA est considéré comme l'un des grands jeux vidéo de la « French Touch », qui désigne le courant créatif français caractéristique des années 1990 dans le domaine du jeu vidéo. Le jeu est également cité dans le livre consacré aux « 1001 jeux vidéo auxquels il faut avoir joué dans sa vie » depuis la première édition de l'ouvrage en 2010,.
Le jeu possède une suite, Little Big Adventure 2, qui connaît un succès équivalent au premier opus. Toutefois, dès la fin des années 1990, LBA1 souffre d'une incompatibilité avec le système d'exploitation Windows 98 et les systèmes ultérieurs de Microsoft, ce qui limite dès lors son accessibilité à la plupart des joueurs. Il faut attendre l'année 2011 pour que l'éditeur en ligne GOG.com adapte le jeu pour les versions récentes de Windows et Mac OS X. Avant cette adaptation officielle, un patch librement téléchargeable avait été développé au cours des années 2000 par Sébastien Viannay, ancien programmeur de l'équipe d'Adeline Software, de manière à rendre le jeu compatible avec Windows 98 et Windows XP.
Le succès du jeu et de la série Little Big Adventure se traduit rapidement par la création d'une communauté de joueurs regroupée sur le site intitulé Magicball Network (littéralement « le réseau de la balle magique » en référence à l'univers du jeu) démarré en 1999. Les programmeurs et informaticiens de cette communauté développent au cours des années 2000 des outils destinés à la création de mods du jeu LBA1. Plusieurs projets sont lancés simultanément pour créer de nouvelles aventures « non officielles » du personnage Twinsen. Les principaux projets de mods ont été LBA Prequel, Lupin Island Destiny ou encore The Great Rebellion. Tous ces projets sont désormais abandonnés, mais ont parfois connu la mise en ligne de « démos » permettant de jouer à certaines séquences ayant eu le temps d'être terminées,.
Après la sortie de LBA2, une forte attente des joueurs se crée autour d'un hypothétique troisième opus. Frédérick Raynal et Didier Chanfray ont exprimé depuis 2011 leur volonté de faire renaître l'univers du jeu. Dans une interview, Didier Chanfray déclarait en 2011 à Gamekult au sujet de LBA1 : « Concernant l'aura auprès des joueurs, près de 18 ans après sa sortie, c'est tout bonnement incroyable. Ce sont les joueurs eux-mêmes qui ont façonné la renommée à travers leurs sites, leurs publications, leurs films et autres fantaisies ». En 2014, Frédérick Raynal déclarait recevoir encore au moins une fois par mois des courriels de joueurs lui communiquant leur plaisir d'avoir joué à LBA et l'interrogeant sur le développement de Little Big Adventure 3.
En 2019, à l'occasion des 25 ans du jeu, un projet d'album musical est lancé par Philippe Vachey dans le but de réaliser une réorchestration symphonique des musiques du jeu. Le projet s'accompagne d'une campagne de financement participatif sur Kickstarter pour lever 25 000 euros. L'événement permet finalement de lever plus de 60 000 euros. L'album sort en 2021.
Le 8 septembre 2021 est annoncée la mise en chantier d'un nouvel opus dans la série Little Big Adventure par le studio « 2.21 » ayant pour cofondateurs Didier Chanfray, Benoît Limare et Gwenaëlle Gourevich, et pour créateurs artistiques Frédérick Raynal et Samantha Bailly,. Un journal permet de suivre le développement du nouvel épisode. Le 25 janvier 2022, Didier Chanfray révèle que ce nouvel opus ne serait pas une suite à LBA2, mais un reboot.
Le 16 mars 2023, alors qu'un prototype du nouvel opus est finalisé et que le studio 2.21 engage des négociations avec divers éditeurs, l'équipe annonce travailler sur une version remastérisée de LBA et LBA2, intitulée Little Big Adventure Remastered. Le 26 juin 2024, la sortie imminente et la prévente du jeu sont annoncées avec disponibilités physiques pour PlayStation 5 et Nintendo Switch, et au format numérique pour PC (Steam, GoG et EGS), Nintendo Switch, Xbox et Playstation, sous le titre définitif de Little Big Adventure: Twinsen's Quest.